# Лауреати Державної премії України в галузі науки і техніки (1973)
Державна премія України в галузі науки і техніки — лауреати 1973 року.
На підставі подання Комітету з Державних премій України в галузі науки і техніки Центральний Комітет Компартії України і Рада Міністрів Української РСР видали Постанову № 578 від 22 грудня 1973 р. «Про присудження Державних премій України в галузі науки і техніки 1973 року»

## Лауреати Державної премії України в галузі науки і техніки 1973 року
| Премійована робота | Лауреати                               | Коротко про лауреата |
| --- | -------------------------------------- | --- |
| Монографія «Гістофізіологія гіпоталамо-гіпофізарної системи»                                                                         | Альошин Борис Володимирович            | доктор біологічних наук, професор, завідувач кафедри Харківського медичного інституту                                                                    |
| Підручник «Автоматичні виміри і прилади» (аналогові та цифрові), стереотипне видання 1971 і 1973 років                               | Орнатський Петро Павлович              | доктор технічних наук, професор, завідувач кафедри Київського політехнічного інституту імені 50-річчя Великої Жовтневої соціалістичної революції         |
| Підручник «Аналітична хімія», опублікований 1969 року                                                                                | Пилипенко Анатолій Терентійович        | член-кореспондент АН УРСР, проректор Київського державного університету імені Т. Г. Шевченка                                                             |
| Підручник «Аналітична хімія», опублікований 1969 року                                                                                | П'ятницький Ігор Володимирович         | доктор хімічних наук, професор, завідувач кафедри Київського державного університету імені Т. Г. Шевченка                                                |
| Підручник «Аналітична хімія», опублікований 1969 року                                                                                | Жаровський Фроїм Гершкович (посмертно) | доктор хімічних наук, професор |
| Робота «Магнітострикційні лінії затримки як елемент пам'яті»                                                                         | Єлпідіна Галина Михайлівна             | старший інженер Інституту автоматики Міністерства приладобудування та засобів автоматизації і систем керування                                           |
| Робота «Магнітострикційні лінії затримки як елемент пам'яті»                                                                         | Прокоф'єв Анатолій Анатолійович        | старший інженер Інституту автоматики Міністерства приладобудування та засобів автоматизації і систем керування                                           |
| Робота «Магнітострикційні лінії затримки як елемент пам'яті»                                                                         | Волошин Петро Якимович                 | старший інженер Інституту автоматики Міністерства приладобудування та засобів автоматизації і систем керування                                           |
| Робота «Магнітострикційні лінії затримки як елемент пам'яті»                                                                         | Степко Дем'ян Павлович                 | керівник групи Інституту автоматики Міністерства приладобудування та засобів автоматизації і систем керування                                            |
| Робота «Магнітострикційні лінії затримки як елемент пам'яті»                                                                         | Соколов Едуард Іванович                | завідувач сектору Інституту автоматики Міністерства приладобудування та засобів автоматизації і систем керування                                         |
| Робота «Магнітострикційні лінії затримки як елемент пам'яті»                                                                         | Сухомлинов Максим Максимович           | кандидат технічних наук, доцент, завідувючий лабораторіэю Інституту автоматики Міністерства приладобудування та засобів автоматизації і систем керування |
| Робота «Магнітострикційні лінії затримки як елемент пам'яті»                                                                         | Тимофєєв Борис Борисович               | член-кореспондент АН УРСР, директор Інституту автоматики Міністерства приладобудування та засобів автоматизації і систем керування, керівник роботи      |
| Розробка і впровадження нової технології і комплексу машин для ремонту залізничних вагонів                                           | Медведєв Борис Абрамович               | начальник служби вагонного господарства Управління Донецької залізниці                                                                                   |
| Розробка і впровадження нової технології і комплексу машин для ремонту залізничних вагонів                                           | Коломиєць Микола Васильович            | начальник відділу Ясинуватського відділення Донецької залізниці                                                                                          |
| Розробка і впровадження нової технології і комплексу машин для ремонту залізничних вагонів                                           | Губенко Микола Дмитрович               | слюсар вагонного депо Ясинувата Донецької залізниці |
| Розробка і впровадження нової технології і комплексу машин для ремонту залізничних вагонів                                           | Волощенко Микола Карпович              | старший інженер вагонного депо Донецьк Донецької залізниці                                                                                               |
| Розробка і впровадження нової технології і комплексу машин для ремонту залізничних вагонів                                           | Криста Іван Ігнатович                  | майстер цеху вагонного депо Дебальцеве Донецької залізниці                                                                                               |
| Розробка і впровадження нової технології і комплексу машин для ремонту залізничних вагонів                                           | Колейко Сава Пантелеймонович           | майстер бригади вагонного депо Дебальцеве Донецької залізниці                                                                                            |
| Цикл робіт «Багатовимірна проблема Мінковського та її узагальнення»                                                                  | Погорєлов Олексій Васильович           | член-кореспондент АН СРСР, академік АН СРСР, завідувач відділу Фізико-технічного інституту низьких температур Академії наук УРСР                         |
| Фізико-технічні й прикладні розробки основ некогерентної оптоелектроніки                                                             | Антощенко Анатолій Андрійович          | заступник начальника Спеціального проектно-конструкторського і технологічного бюро реле і автоматики                                                     |
| Фізико-технічні й прикладні розробки основ некогерентної оптоелектроніки                                                             | Гапріндашвілі Ханзеріфа Іллівна        | кандидат технічних наук, старший науковий співробітник, завідувач відділу Інституту кібернетики Академії наук Грузинської РСР                            |
| Фізико-технічні й прикладні розробки основ некогерентної оптоелектроніки                                                             | Смовж Анатолій Кузьмич                 | кандидат технічних наук, молодший науковий співробітник Інституту напівпровідників Академії наук УРСР                                                    |
| Фізико-технічні й прикладні розробки основ некогерентної оптоелектроніки                                                             | Зюганов Олександр Миколайович          | кандидат технічних наук, старший науковий співробітник Інституту напівпровідників Академії наук УРСР                                                     |
| Фізико-технічні й прикладні розробки основ некогерентної оптоелектроніки                                                             | Олексенко Павло Феофанович             | кандидат технічних наук, старший науковий співробітник, завідувач лабораторії Інституту напівпровідників Академії наук УРСР                              |
| Фізико-технічні й прикладні розробки основ некогерентної оптоелектроніки                                                             | Власенко Наталія Андріївна             | кандидат фізико-математичних наук, старший науковий співробітник, завідувач відділу Інституту напівпровідників Академії наук УРСР                        |
| Фізико-технічні й прикладні розробки основ некогерентної оптоелектроніки                                                             | Свєчников Сергій Васильович            | доктор технічних наук, професор, завідувач сектору Інституту напівпровідників Академії наук УРСР, керівник роботи                                        |
| Створення суцільнозварної телевізійної башти, висотою 380 метрів у м. Києві                                                          | Котенко Василь Павлович                | бригадир-монтажник Київського спеціалізованого управління тресту «Центральстальконструкція»                                                              |
| Створення суцільнозварної телевізійної башти, висотою 380 метрів у м. Києві                                                          | Павловський Володимир Хомич            | головний інженер тресту «Центральстальконструкція» |
| Створення суцільнозварної телевізійної башти, висотою 380 метрів у м. Києві                                                          | Ковтуненко Віктор Олексійович          | керівник групи, працівник Інституту електрозварювання імені Є. О. Патона Академії наук УРСР                                                              |
| Створення суцільнозварної телевізійної башти, висотою 380 метрів у м. Києві                                                          | Новиков Володимир Іванович             | кандидат технічних наук, старший науковий співробітник Інституту електрозварювання імені Є. О. Патона Академії наук УРСР                                 |
| Створення суцільнозварної телевізійної башти, висотою 380 метрів у м. Києві                                                          | Соломенко Арест Миколайович            | начальник дільниці Державного проектного інституту «Укрпроектстальконструкція»                                                                           |
| Створення суцільнозварної телевізійної башти, висотою 380 метрів у м. Києві                                                          | Калінічев Олександр Іванович           | головний спеціаліст відділу Державного проектного інституту «Укрпроектстальконструкція»                                                                  |
| Створення суцільнозварної телевізійної башти, висотою 380 метрів у м. Києві                                                          | Затуловський Ісаак Григорович          | начальник відділу Державного проектного інституту «Укрпроектстальконструкція»                                                                            |
| Створення суцільнозварної телевізійної башти, висотою 380 метрів у м. Києві                                                          | Шумицький Олег Іванович                | заступник головного інженера Державного проектного інституту «Укрпроектстальконструкція»                                                                 |
| Створення суцільнозварної телевізійної башти, висотою 380 метрів у м. Києві                                                          | Дзюба Іван Матвійович                  | електрозварник Київського спеціалізованого управління тресту «Центральстальконструкція»                                                                  |
| Розробка теоретичних основ металогенії докембрію Українського щита та складання металогенічної і прогнозної карти України і Молдавії | Кирикилиця Семен Іванович              | кандидат геолого-мінералогічних наук, головний інженер тресту «Артемгеологія»                                                                            |
| Розробка теоретичних основ металогенії докембрію Українського щита та складання металогенічної і прогнозної карти України і Молдавії | Кальна Марія Мусіївна                  | старший геолог тресту «Київгеологія» |
| Розробка теоретичних основ металогенії докембрію Українського щита та складання металогенічної і прогнозної карти України і Молдавії | Галецький Леонід Станіславович         | кандидат геолого-мінералогічних наук, начальник Центральної металогенічної партії, працівник тресту «Київгеологія»                                       |
| Розробка теоретичних основ металогенії докембрію Українського щита та складання металогенічної і прогнозної карти України і Молдавії | Стукало Анастасій Павлович             | головний геолог тресту «Київгеологія» |
| Розробка теоретичних основ металогенії докембрію Українського щита та складання металогенічної і прогнозної карти України і Молдавії | Расточинський Сергій Васильович        | начальник відділу тресту «Київгеологія» |
| Розробка теоретичних основ металогенії докембрію Українського щита та складання металогенічної і прогнозної карти України і Молдавії | Борисенко Сергій Трохимович            | кандидат геолого-мінералогічних наук, Головгеологорозвідки Міністерства геології УРСР                                                                    |
| Розробка теоретичних основ металогенії докембрію Українського щита та складання металогенічної і прогнозної карти України і Молдавії | Скаржинський Всеволод Ігорович         | доктор геолого-мінералогічних наук, старший науковий співробітник, завідувач відділу Інституту геохімії і фізики мінералів Академії наук УРСР            |
| Розробка теоретичних основ металогенії докембрію Українського щита та складання металогенічної і прогнозної карти України і Молдавії | Каляєв Григорій Іванович               | доктор геолого-мінералогічних наук, професор, завідувач відділу Інституту геохімії і фізики мінералів Академії наук УРСР                                 |
| Розробка теоретичних основ металогенії докембрію Українського щита та складання металогенічної і прогнозної карти України і Молдавії | Бєлєвцев Яків Миколайович              | академік АН УРСР, завідувач відділу Інституту геохімії і фізики мінералів Академії наук УРСР                                                             |
| Розробка теоретичних основ металогенії докембрію Українського щита та складання металогенічної і прогнозної карти України і Молдавії | Семененко Микола Пантелеймонович       | академік АН УРСР, директор Інституту геохімії і фізики мінералів Академії наук УРСР                                                                      |